# 清华大学航空馆

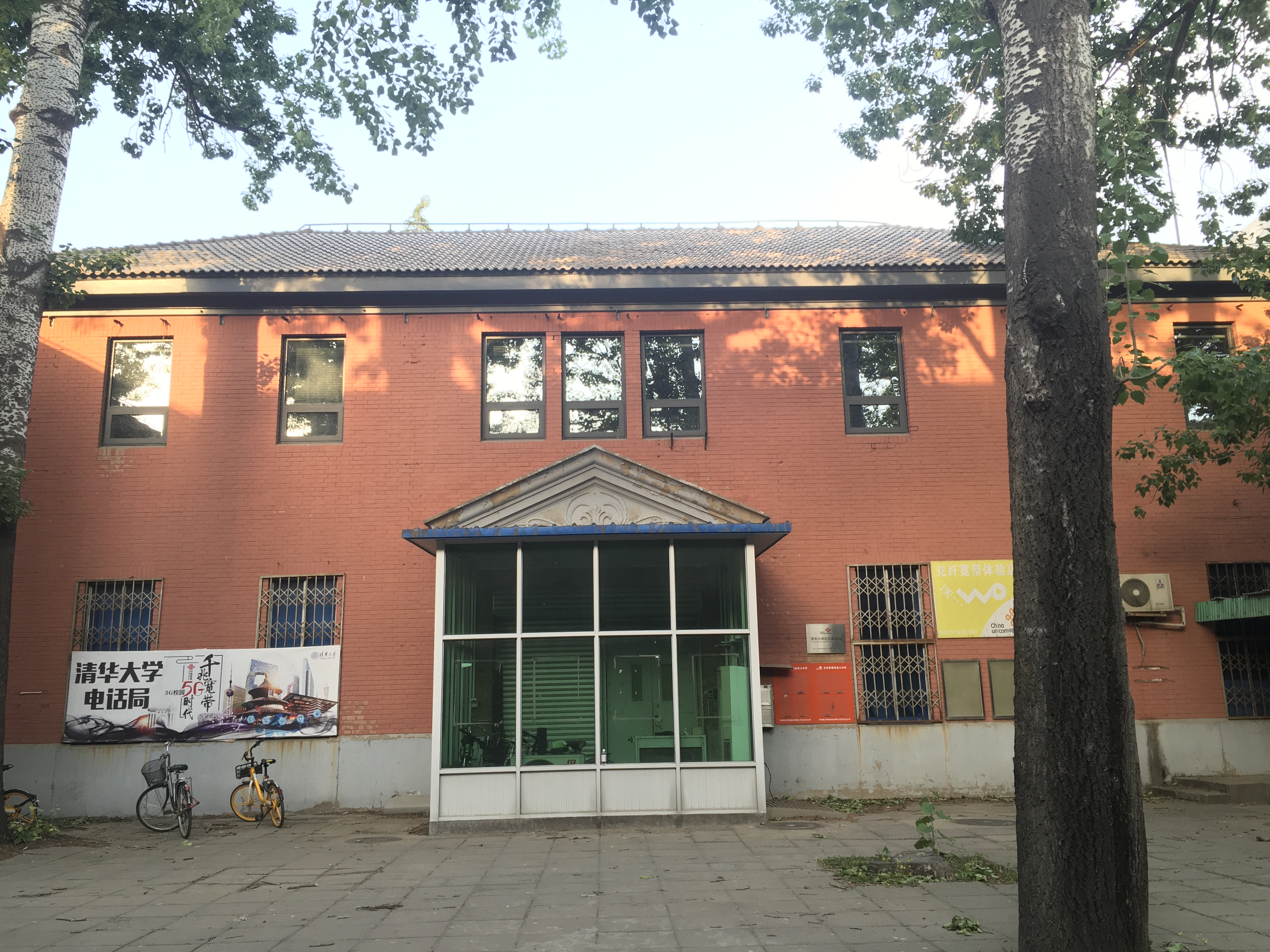
清華舊航空館

清华大学航空馆是清華大學的早期建築，建於1936年，位於清華大學電機工程館東側，是清華大學航天航空學院第一代系館。目前改建作為清華大學電話室。
舊航空馆為二层砖楼，設計者為沈理源，建筑风格朴实谦和、立面简洁去装饰，融合了新古典主义风格和现代主义建筑風格。